# Sucha Beskidzka
Sucha Beskidzka (1961 előtt csak Sucha) egy város a Żywieci-Beszkidek hegységben, Dél-Lengyelországban, a Skawa folyó mentén. A Suchai járás székhelye. 1999 óta a Kis-lengyelországi vajdaság része. Korábban a Bielsko-białai vajdaság része volt (1975–1998 között).

## Látnivalók
A 20. század eleje óta Sucha Beskidzka a Beszkidek hegység (a Kárpátok része) turisztikai központja. Számos turistaút indul itt, amelyek a hegyekbe vezetnek. Az első túrautat 1906-ban jelölték ki. 
A városban szép példák találhatók a régi építészetre: 
- Egy reneszánsz kastély (16. század), amelyet a krakkói királyi palota után Kis Wawelnek neveztek el (ma hotelként működik, étteremmel)
- Egy templom kolostorral (17. század)
- Egy régi fából készült fogadó Rzym néven (A szó jelentése Róma; 18. század).

## Oktatás
A városban két felsőoktatási intézmény található:
- Nauczycielskie Kolegium Języków Obcych (Idegen Nyelvi Tanárképző Főiskola)

- Wyższa Szkoła Turystyki i Ekologii (Turisztikai és Ökológiai Főiskola)

## Sucha Beskidzka híres szülöttei
- Billy Wilder (Samuel Wilder) – filmrendező, forgatókönyvíró, producer Van, aki forrón szereti (Some Like It Hot), Alkony sugárút (Sunset Boulevard), Legénylakás (The Apartment), hét Oscar-díjat nyert
- Jan Wolenski – filozófus; Sucha Beskidzka lakosa
- Walery Goetel – geológus és paleontológus; a Tátra geológiai szerkezetének kutatója

## Lakosság
| Népességváltozás                                   | Népességváltozás | Népességváltozás |
| Év                                                 | Népesség         | ±%               |
| -------------------------------------------------- | ---------------- | ---------------- |
| 1827                                               | 1,811            | —                |
| 1848                                               | 1,842            | +1.7%            |
| 1870                                               | 2,280            | +23.8%           |
| 1900                                               | 4,214            | +84.8%           |
| 1921                                               | 5,151            | +22.2%           |
| 1931                                               | 6,004            | +16.6%           |
| 1939                                               | 6,250            | +4.1%            |
| 1946*                                              | 5,866            | −6.1%            |
| 1960                                               | 6,599            | +12.5%           |
| 1970                                               | 7,751            | +17.5%           |
| 1980                                               | 8,735            | +12.7%           |
| 1989                                               | 9,754            | +11.7%           |
| 2001                                               | 9,810            | +0.6%            |
| 2002                                               | 9,737            | −0.7%            |
| *A második világháború során 500 zsidót öltek meg. |                  |                  |

## Testvérvárosi kapcsolatok
Testvérvárosok:
- Frombork, Lengyelország
- Jászberény, Magyarország
- Ceriale, Olaszország

1. ↑  https://bdl.stat.gov.pl/api/v1/data/localities/by-unit/011216915021-0925287?var-id=1639616&format=jsonapi. (Hozzáférés: 2022. október 4.)